# Gornji Rakani
Gornji Rakani (cyr. Горњи Ракани) – wieś w Bośni i Hercegowinie, w Republice Serbskiej, w gminie Novi Grad. W 2013 roku liczyła 249 mieszkańców.